# Carmagnola (Piemont)
Carmagnola (piemontesisch Carmagnòla) ist eine Stadt in der Metropolitanstadt Turin, Region Piemont, in Italien.

## Lage und Einwohner
Carmagnola liegt am rechten Ufer des Po, 25 km südlich der Provinzhauptstadt Turin. Das Gemeindegebiet bedeckt eine Fläche von 96,38 km² und hat 28.086 Einwohner (Stand 31. Dezember 2023).
Die Nachbargemeinden sind Poirino, Villastellone, Carignano, Lombriasco, Ceresole Alba (CN), Racconigi (CN), Sommariva del Bosco (CN) und Caramagna Piemonte (CN).

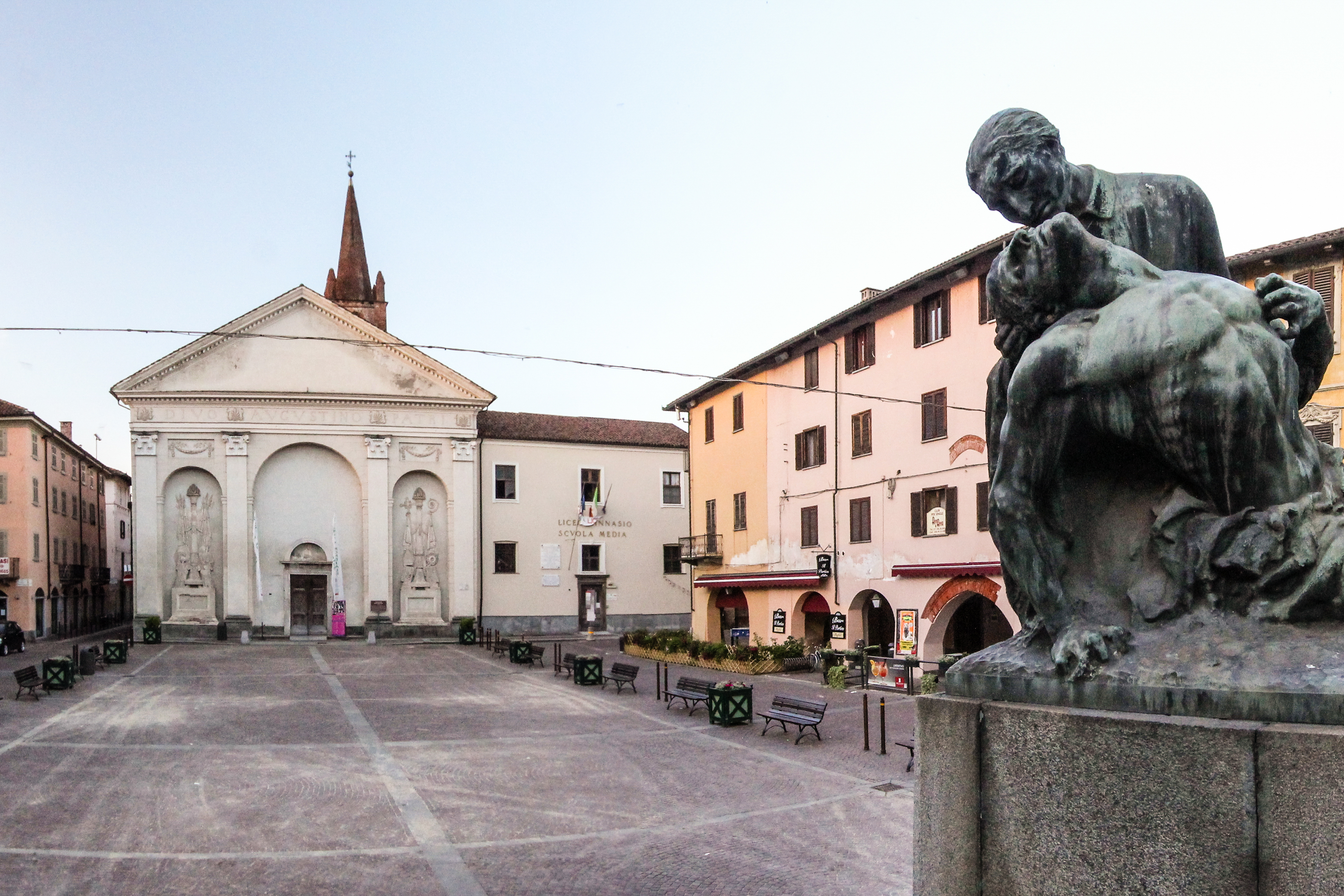
Piazza Sant'Agostino, Altstadt

## Geschichte

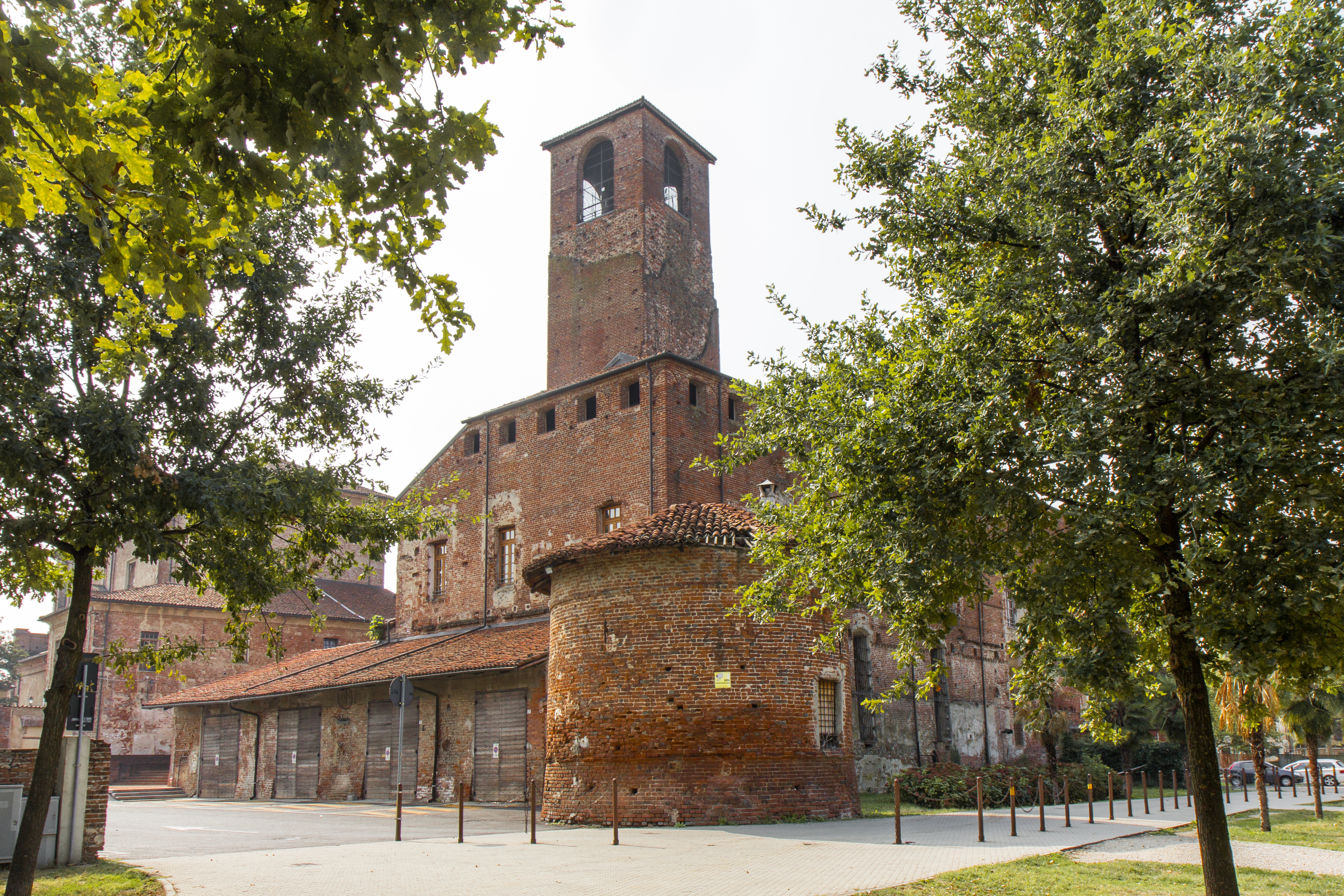
Das Schloss von Carmagnola

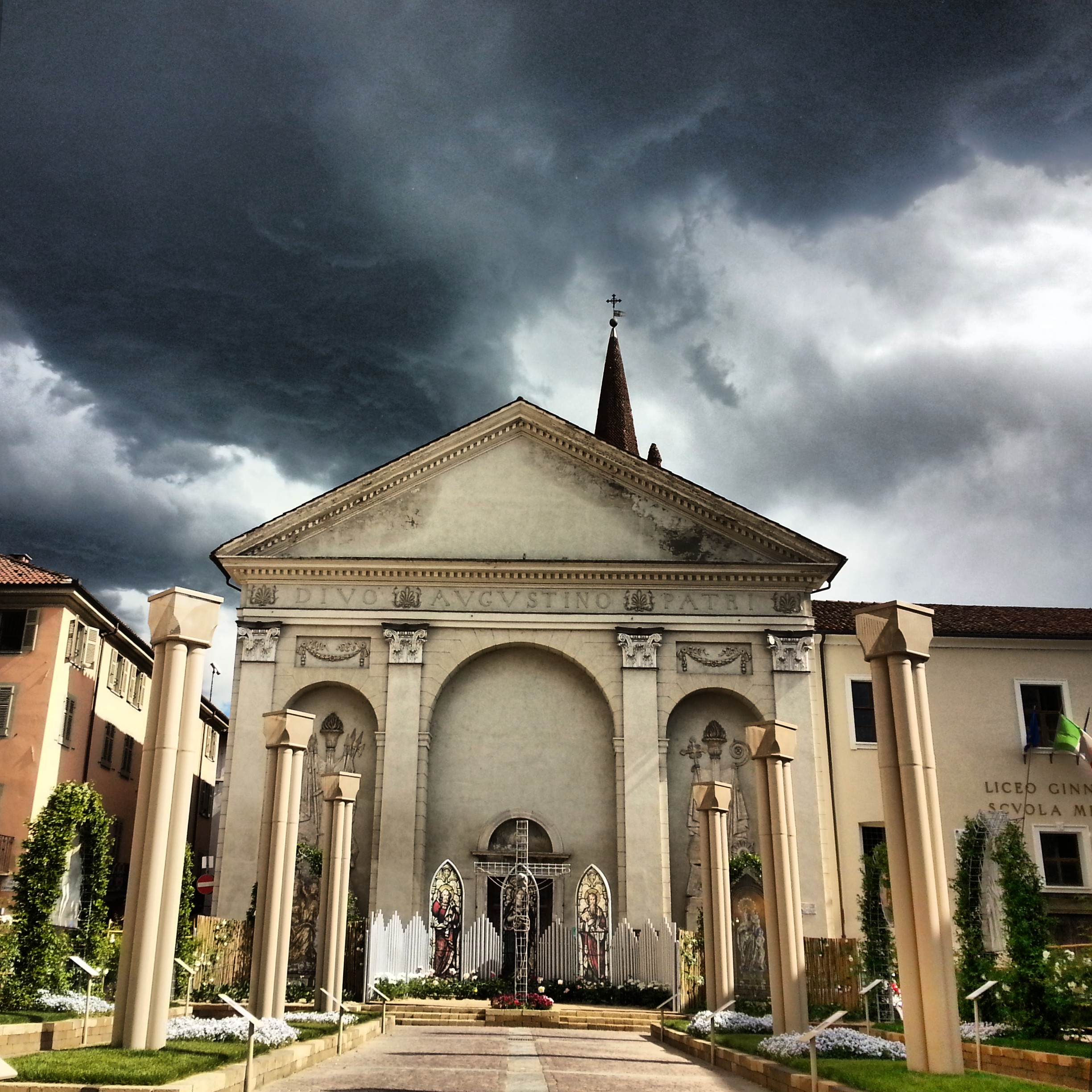
Fassade der Kirche von Sant'Agostino

Carmagnola wird zum ersten Mail im 11. Jahrhundert in Dokumenten erwähnt. Es war ehedem eine Grafschaft und gehörte den Markgrafen von Saluzzo. Unter ihrer Herrschaft wurde die Stadt durch eine Mauer befestigt und eine Burg errichtet. 1522 bemächtigte sich Karl V. der Stadt. Nach der Schlacht von Ceresole 1544 fiel die Region an Frankreich. Die Franzosen verwandelten Carmagnola (französisch Carmagnole) während des 16. Jahrhunderts in einen starken Waffenplatz. 1588 wurde der Ort durch Karl Emanuel I. von den Savoyern erobert. Im 17. Jahrhundert kam Carmagnola während des Bürgerkriegs zwischen den Madamisti und Principisti (Anhängern der Franzosen bzw. des Hauses Savoyen) erneut für einige Zeit (1637–1642) an Frankreich. 1690 wurde die Stadt vom französischen General Nicolas de Catinat eingenommen, aber bereits im Folgejahr von Viktor Amadeus II. von Savoyen zurückgewonnen. Während die Verteidigungswerke von Carmagnola abgerissen wurden und seine strategische Bedeutung allmählich sank, entwickelte es sich zu einem landwirtschaftlichen und Handelszentrum, das insbesondere beträchtliche Mengen an Seilen und Hanf nach Ligurien und Südfrankreich exportierte. Der Agrar- und Handelssektor blieb bis nach dem Zweiten Weltkrieg bedeutend, ab welcher Zeit der Industrialisierungsprozess einen tiefgreifenden Wandel durch verstärkte Immigration und rasche Ausdehnung der Stadt bewirkte.

## Sehenswürdigkeiten
Carmagnola birgt Reste ehemaliger Befestigungen, mehrere gotische Kirchen und eine Synagoge mit schön ausgestattetem Innenraum, die einmal im Monat besichtigt werden kann.

## Städtepartnerschaften
- Opatija, Kroatien
- Río Tercero, Argentinien

## Persönlichkeiten
- Francesco Bussone da Carmagnola (um 1385–1432), Condottiere
- Jean-Pierre Sola (1791–1881), Bischof von Nizza
- Giacomo Lanzetti (* 1942), Bischof von Alba
- Gianluigi Lentini (* 1969), Fußballspieler
- Davide Longo (* 1971), Schriftsteller
- Guido Martina (1906–1991), Comicautor
- Giuseppe Bartolomeo Menocchio (1741–1823), Kurienbischof

## Einzelnachweise

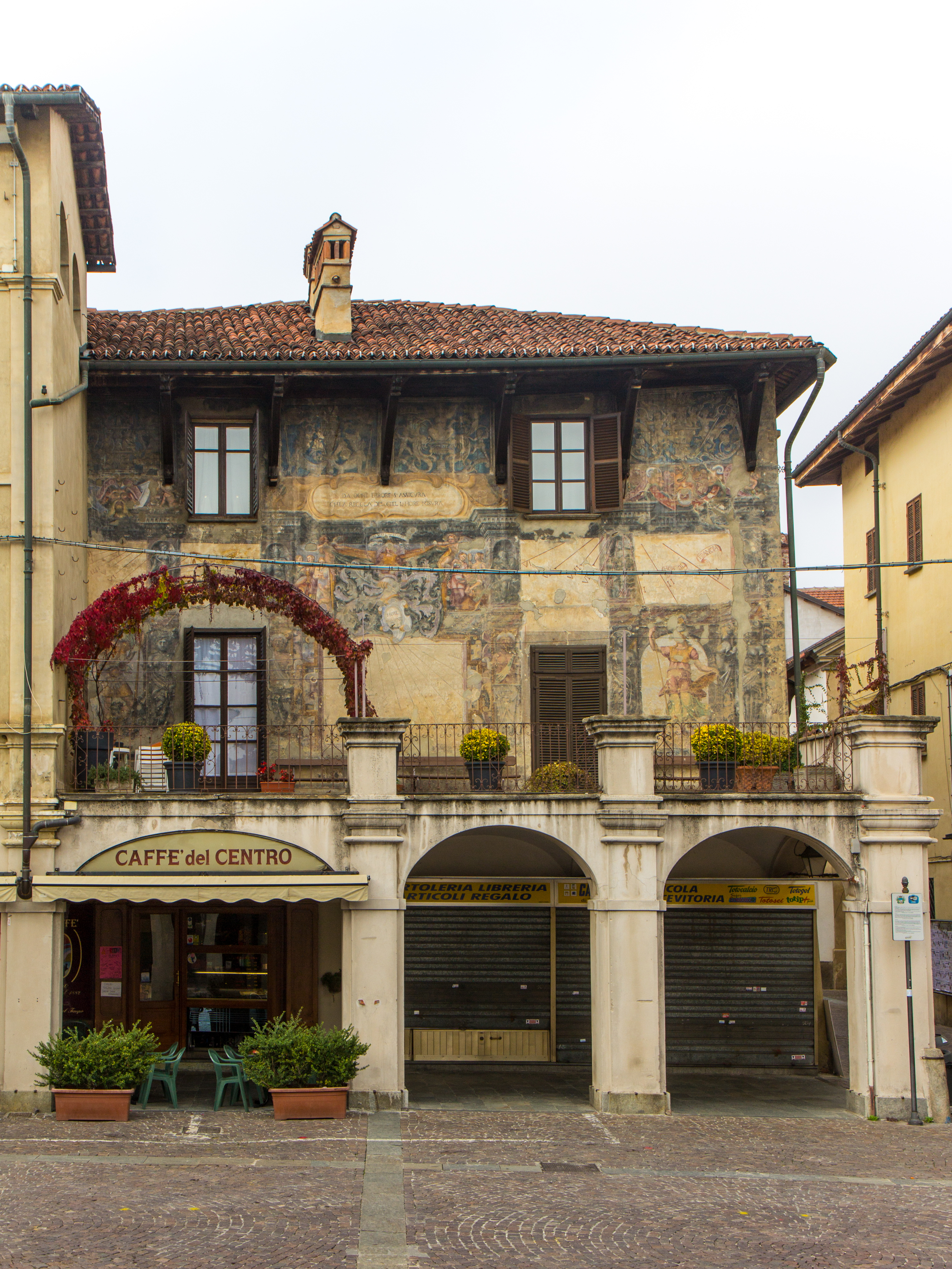
Casa delle Meridiane